# 拉脫維亞經濟
拉脫維亞經濟是北歐的開放型經濟，屬於歐盟單一市場的一部分。該國自1999年是世界貿易組織的成員，2004年成為歐盟的成員國，2014年加入歐元區，在世界銀行集團公布的經商容易度指數中排名21位，被2011年人類發展報告分類為人類發展程度非常高的國家。該國的中轉服務因地理位置而高度發達，也有木材和木材加工業、農業和食品、機械和電子設備製造業。
在2006至2007年期間，該國的國內生產總值每年增長超過一成，但經濟在2009年因經常賬戶赤字、房地產市場崩潰、債務風險龐大而隨著環球經濟轉差出現嚴重衰退。第二大銀行倒閉，導致2009年國內生產總值下跌近18％，歐盟、國際貨幣基金組織和其他國際捐助者提供大量財政援助以捍衛拉脫維亞貨幣與歐元的掛鉤制度，換取該國政府承諾實行嚴格的緊縮措施。2011年，國內生產值增長5.5％，是歐盟增長最快的經濟體之一。國際貨幣基金組織和歐盟的計劃於2011年12月圓滿結束。
除了一些大型國有公用事業外，私有化大致上完成。出口增長幫助經濟復甦，但服務業是該國的主要經濟產業。2013年，該國開展加入經濟合作暨發展組織的談判。

## 經濟史

拉脫維亞在1996-2006年期間的實際國內生產總值增長。

在漢莎和德國影響下的幾個世紀以及其後在兩次世界大戰之間的獨立期間，拉脫維亞利用地理位置作為重要的東西方商業貿易中心。工業供應本地市場，而主要的出口產品有木材，紙張和農產品。相反，俄羅斯帝國和蘇聯在統治拉脫維亞時，往往把經濟與自身的市場整合，滿足龐大的內部工業需求。
在再次獨立後，該國以穩定的步伐推行市場主導的改革。1993年，該國發行可自由買賣的貨幣拉脫維亞拉特，相對世界主要貨幣的匯率保持平穩或升值趨勢。通貨膨脹持續下降，1992、1995和2002年分別為958.6％、25％和1.4％。
在1991至1993年間大幅度衰退後，該國經濟於1994年年底在輕工業復蘇和商業和金融業蓬勃的帶動下轉穩，其後的經濟復甦出現兩次中斷，第一次是1995年的銀行危機造成該國最大銀行破產，第二次是1998年鄰國俄羅斯的嚴重金融體系危機。2000年後，國內生產總值連續4年每年增長6-8％。該國政府在1997年達到收支平衡，但1998年的俄羅斯金融危機導致巨額赤字，赤字在1999年佔國內生產總值的4％，至2003年減少至1.8％，赤字水平低於大部分在2004年加入歐盟的國家。
直至2008年中，拉脫維亞的經濟發展是歐洲中最快的。在2003年，國內生產總值增長7.5％，通貨膨脹為2.9％。前蘇聯時期的中央計劃體制，被自由市場結構所取代。私人機構佔就業人口的三分之二和國內生產總值的六成。輕工業復蘇，里加成為區內金融和商業中心，均抵銷收縮的國營工業和農業。官方失業率數字持穩在7％-10％的範圍內。

### 2008至2010年的經濟收縮
2008年的金融危機嚴重打擊拉脫維亞經濟，主要原因是2004年開始形成的寬鬆信貸泡沫，泡沫爆破使經濟快速下滑，導致財政預算、工資和失業危機。拉脫維亞2009年的經濟表現最差，增長率為負18％。
在信貸投機炒作和房地產脫離現實地升值一段長時間後，拉脫維亞經濟在2008年下半年進入財政緊縮階段。2007年，國家賬戶赤字佔國內生產總值的22％以上，而通脹率為10％。到2009年，失業率上升到23％，是在歐盟中最高的。
2008年諾貝爾經濟學獎得主保羅·克魯格曼（Paul Krugman）在2008年12月15日《紐約時報》專欄寫道：「最嚴重的問題出現在歐洲外圍國家，許多較小的經濟體正在經歷的危機，與過去拉丁美洲和亞洲的危機相似，其中拉脫維亞是新一代的阿根廷。」
2009年8月，國內生產總值比去年同期下跌兩成，標準普爾預測經濟將另收縮16％。國際貨幣基金組織建議把拉脫維亞貨幣貶值，歐盟作出反對，理由是該國債務大部分用外幣計算。金融經濟學家邁克爾·赫德森（Michael Hudson）主張在貶值前把該國外幣負債重新定價。
然而，2010年有跡象顯示拉脫維亞對內貶值的政策是成功的。

### 2010至2012年的經濟復蘇
拉脫維亞經濟自2010年起改善，2012年增長預測強勁，國際貨幣基金組織總裁指該國是成功走出危機陰霾。該國經濟在2011年增長5.5％，2012年增加5.6%，增長率是在歐洲中最高的，但失業率仍然高企，國內生產總值低於危機前水平。

## 私有化
拉脫維亞幾乎完全私有化，所有以前是國有中小型公司幾乎已經私有化，只留下少數政治敏感的大型國有企業。該國主要能源公司Latvenergo仍然是國有企業，當局也沒有私有化計劃。此外，政府還持有文茨皮爾斯石油運輸公司和該國主要電信公司Lattelecom的少量股份，但有計劃出售。
相比於歐洲中北部地區，拉脫維亞的外商投資仍處於溫和水平。1997年，該國通過擴大賣地範圍的法律，容許向外國人賣地。1999年，美國公司在該國投資1.27億美元，佔外商直接投資總額的10.2％。同年，美國向該國出口總值5,820萬美元的商品和服務，進口8,790萬美元。拉脫維亞渴望加入世界貿易組織、經濟合作與發展組織、歐盟等西方經濟組織，於1995年與歐盟簽署一項有4年過渡期的歐洲協議。拉脫維亞在投資、貿易、保護知識產權和避免雙重徵稅方面與美國簽署協議。

## 能源
拉脫維亞正在考慮參與立陶宛的Visaginas核電站，取代伊格納利納核電廠，立陶宛、波蘭和愛沙尼亞也有參與該項目。

## 統計
家庭收入或消費的比例:

最低10%:
2.9%

最高10%:
25.9% (1998年)
工業:
合成纖維、農業機械、化肥、收音機、電子、醫藥、食品加工、紡織、木材
注︰能源和原材料依賴進口
工業生產增長率:
8.5% (2004年估計)
電力 - 生產:
4,547 GWh (2002年)
電力 – 按生產源:

化石燃料:
29.1%

水電:
70.9%

核能:
0%

其他:
0% (2001年)
電力 - 消耗:
5,829 GWh (2002年)
電力 - 出口:
1,100 GWh (2002年)
電力 - 進口:
2,700 GWh (2002年)
農業 - 產品:
穀物、馬鈴薯、蔬菜、牛肉、牛奶、雞蛋、魚
外商直接投資:
Lursoft統計每年年底剩餘的投資額 
匯率:
每1美元可兌拉特金額 – 0.56 (2012年), 0.44 (2008年), 0.5402 (2004年), 0.57 (2003年), 0.62 (2002年), 0.63 (2001年), 0.61 (2000年), 0.59 (1999年), 0.590 (1998年), 0.581 (1997年), 0.551 (1996年), 0.528 (1995年)
20支香煙包: 1.20至2.45拉特。大多數西方品牌（萬寶路等）約2.00拉特。

## 外部連結
- Latvia's Tiger Economy Loses Its Bite （页面存档备份，存于） by Kristina Rizga, The Nation, 28 October 2009
- Latvia's Internal Devaluation: A Success Story? （页面存档备份，存于）, from the Center for Economic and Policy Research, December 2011
- European Commission's DG ECFIN's country page on Latvia. （页面存档备份，存于）
- World Bank Summary Trade Statistics 2012 （页面存档备份，存于）